# Claudia Rompen
Claudia Rompen (født 27. januar 1997) er en hollandsk håndboldspiller, der spiller for HH Elite i Damehåndboldligaen og Hollands kvindehåndboldlandshold.